# Damita Jo (album)
Damita Jo là album phòng thu thứ tám của ca sĩ người Mỹ Janet Jackson, phát hành ngày 22 tháng 3 năm 2004 bởi Virgin Records. Jackson bắt đầu thực hiện album vào tháng 8 năm 2002 sau khi hoàn thành chuyến lưu diễn All for You Tour và tiếp tục cho đến tháng 2 năm 2004, trở thành đĩa nhạc mất nhiều thời gian thu âm nhất của cô. Tương tự như album phòng thu trước All for You (2001), nữ ca sĩ tiếp cận đến nhiều nhà sản xuất mới hơn trong khi vẫn duy trì hợp tác với cộng tác viên lâu năm Jimmy Jam and Terry Lewis, bao gồm Kenneth "Babyface" Edmonds, Dallas Austin, Kanye West và Scott Storch. Damita Jo là một bản thu âm R&B, pop và hip hop với nội dung ca từ đề cập đến những chủ đề về tình yêu và lãng mạn, đồng thời ám chỉ đến ham muốn và sự thân mật. Tiêu đề của album được đặt theo tên đệm của nữ ca sĩ và là một trong những bản ngã thay thế được cô thể hiện trong đĩa nhạc. Những nội dung và ngôn ngữ mang hơi hướng tình dục của một số bài hát khiến Damita Jo bị kiểm duyệt ở một số quốc gia.
Trước khi ra mắt Damita Jo, Jackson tham gia trình diễn tại Chương trình giữa hiệp Super Bowl XXXVIII nhưng ở cuối tiết mục, nghệ sĩ khách mời Justin Timberlake đã kéo một phần trang phục của nữ ca sĩ và vô tình để lộ ngực phải của cô. Tuy nhiên, nữ ca sĩ bị giới truyền thông chỉ trích và cáo buộc đã lên kế hoạch cho sự cố để quảng bá album. Đĩa nhạc nhận được những phản ứng trái chiều từ các nhà phê bình âm nhạc, trong đó họ khen ngợi khâu sản xuất nhưng không đánh giá cao nội dung khiêu dâm quá mức và thời lượng quá dài của tác phẩm. Damita Jo cũng nhận được hai đề cử giải Grammy tại lễ trao giải thường niên lần thứ 47, bao gồm Album R&B đương đại xuất sắc nhất. Album cũng gặt hái những thành công tương đối về mặt thương mại khi lọt vào top 10 tại Canada và Nhật Bản, nhưng chỉ lọt vào top 40 ở hầu hết những quốc gia khác. Đĩa nhạc ra mắt ở vị trí thứ hai trên bảng xếp hạng Billboard 200 với 381,000 bản, trở thành album phòng thu đầu tiên của Jackson không đạt hạng nhất kể từ Dream Street (1984).
Ba đĩa đơn đã được phát hành từ Damita Jo. Sau màn trình diễn tại Super Bowl XXXVIII, những tập đoàn liên quan đến chương trình phát sóng đều phải chịu khoản tiền phạt lớn từ Ủy ban Truyền thông Liên bang Hoa Kỳ (FCC), bao gồm Viacom và các công ty con như CBS, MTV và Infinity Broadcasting, đã thực thi lệnh cấm phát sóng những đĩa đơn và video ca nhạc của Jackson, mặc dù Timberlake vẫn không bị ảnh hưởng. "Just a Little While" được chọn làm đĩa đơn mở đường và lọt vào top 20 ở nhiều quốc gia, nhưng chỉ đạt vị trí thứ 45 trên bảng xếp hạng Billboard Hot 100, trong khi hai đĩa đơn còn lại "I Want You" và "All Nite (Don't Stop)" chỉ gặt hái những thành công hạn chế trên toàn cầu. Danh sách đen đã gây nên tranh cãi trong giới phê bình, những người cho rằng album và những đĩa đơn đều có khả năng thành công về mặt thương mại nếu sự cố tiết mục không xảy ra. Tuy nhiên, việc sử dụng tên đệm cho tiêu đề đĩa nhạc đã ảnh hưởng đến nhiều nghệ sĩ khi áp dụng chủ đề về bản ngã thay thế trong tương lai.

## Danh sách bài hát
| Damita Jo – Phiên bản tiêu chuẩn | Damita Jo – Phiên bản tiêu chuẩn   | Damita Jo – Phiên bản tiêu chuẩn                                                                               | Damita Jo – Phiên bản tiêu chuẩn                            | Damita Jo – Phiên bản tiêu chuẩn |
| STT                              | Nhan đề                            | Sáng tác | Sản xuất                                                    | Thời lượng                       |
| -------------------------------- | ---------------------------------- | --- | ----------------------------------------------------------- | -------------------------------- |
| 1.                               | "Looking for Love"                 | Janet Jackson David Ritz Fabrice Dumont Christophe Hetier Stephan Haeri                                        | Jimmy Jam & Terry Lewis J. Jackson Télépopmusik             | 1:29                             |
| 2.                               | "Damita Jo"                        | J. Jackson James Harris III Terry Lewis Bobby Ross Avila Issiah J. Avila                                       | Jimmy Jam and Terry Lewis J. Jackson B. R. Avila [a] Iz [a] | 2:46                             |
| 3.                               | "Sexhibition"                      | J. Jackson Dallas Austin Gregory "Ruckus" Andrews                                                              | Austin                                                      | 2:29                             |
| 4.                               | "Strawberry Bounce"                | J. Jackson Kanye West Harris Lewis Tony "Prof T" Tolbert Shawn Carter Irving Lorenzo Jeffrey Atkins Robin Mays | West Jimmy Jam & Terry Lewis J. Jackson                     | 3:11                             |
| 5.                               | "My Baby" (hợp tác với Kanye West) | West Sean Garrett J. Jackson Joni-Ayanna Portee                                                                | West Jimmy Jam & Terry Lewis J. Jackson                     | 4:17                             |
| 6.                               | "The Islands"                      | J. Jackson Harris Lewis                                                                                        | Jimmy Jam & Terry Lewis J. Jackson                          | 0:39                             |
| 7.                               | "Spending Time with You"           | J. Jackson Harris Lewis B. R. Avila I. J. Avila                                                                | Jimmy Jam & Terry Lewis J. Jackson B. R. Avila [a] Iz [a]   | 4:14                             |
| 8.                               | "Magic Hour"                       | J. Jackson Harris Lewis                                                                                        | Jimmy Jam & Terry Lewis J. Jackson                          | 0:23                             |
| 9.                               | "Island Life"                      | J. Jackson Scott Storch Cathy Dennis                                                                           | Storch Jimmy Jam & Terry Lewis J. Jackson                   | 3:53                             |
| 10.                              | "All Nite (Don't Stop)"            | J. Jackson Harris Lewis Tolbert Anders Bagge Arnthor Birgisson Herbie Hancock Paul Jackson Melvin M. Ragin     | Bag & Arnthor J. Jackson                                    | 3:26                             |
| 11.                              | "R&B Junkie"                       | J. Jackson Harris Lewis Tolbert Michael Jones Nicholas Trevisick                                               | Jimmy Jam & Terry Lewis J. Jackson                          | 3:11                             |
| 12.                              | "I Want You"                       | Harold Lilly West Burt Bacharach Hal David John Stephens                                                       | West Jimmy Jam & Terry Lewis J. Jackson                     | 3:57                             |
| 13.                              | "Like You Don't Love Me"           | J. Jackson Harris Lewis B. R. Avila I. J. Avila                                                                | Jimmy Jam & Terry Lewis J. Jackson B. R. Avila [a] Iz [a]   | 3:31                             |
| 14.                              | "Thinkin' Bout My Ex"              | Tanya White Babyface Andy Cramer                                                                               | Babyface                                                    | 4:36                             |
| 15.                              | "Warmth[b]"                        | J. Jackson Harris Lewis Dana Stinson Tolbert                                                                   | Rockwilder Jimmy Jam & Terry Lewis J. Jackson               | 3:44                             |
| 16.                              | "Moist[b]"                         | J. Jackson Harris Lewis B. R. Avila I. J. Avila Tolbert                                                        | Jimmy Jam & Terry Lewis J. Jackson B. R. Avila [a] Iz [a]   | 4:54                             |
| 17.                              | "It All Comes Down to Love"        | J. Jackson Harris Lewis                                                                                        | Jimmy Jam and Terry Lewis J. Jackson                        | 0:39                             |
| 18.                              | "Truly"                            | J. Jackson Harris Lewis                                                                                        | Jimmy Jam and Terry Lewis J. Jackson                        | 3:59                             |
| 19.                              | "The One"                          | J. Jackson Ritz Harris Lewis                                                                                   | Jimmy Jam and Terry Lewis J. Jackson                        | 1:02                             |
| 20.                              | "SloLove"                          | J. Jackson Shelly Poole Tommy Danvers Bagge Birgisson                                                          | Bag & Arnthor J. Jackson                                    | 3:44                             |
| 21.                              | "Country"                          | J. Jackson Harris Lewis                                                                                        | Jimmy Jam and Terry Lewis J. Jackson                        | 0:31                             |
| 22.                              | "Just a Little While"              | J. Jackson Austin                                                                                              | Austin                                                      | 4:11                             |
| Tổng thời lượng:                 | Tổng thời lượng:                   | Tổng thời lượng:                                                                                               | Tổng thời lượng:                                            | 65:02                            |

| Damita Jo – Phiên bản tại Nhật Bản (bản nhạc bổ sung) | Damita Jo – Phiên bản tại Nhật Bản (bản nhạc bổ sung) | Damita Jo – Phiên bản tại Nhật Bản (bản nhạc bổ sung)                                              | Damita Jo – Phiên bản tại Nhật Bản (bản nhạc bổ sung) | Damita Jo – Phiên bản tại Nhật Bản (bản nhạc bổ sung) |
| STT                                                   | Nhan đề                                               | Sáng tác                                                                                           | Sản xuất                                              | Thời lượng                                            |
| ----------------------------------------------------- | ----------------------------------------------------- | -------------------------------------------------------------------------------------------------- | ----------------------------------------------------- | ----------------------------------------------------- |
| 23.                                                   | "I'm Here"                                            | J. Jackson Bagge Birgisson Dennis                                                                  | Bag & Arnthor J. Jackson                              | 4:16                                                  |
| 24.                                                   | "Put Your Hands On"                                   | J. Jackson Karen Poole Bagge Birgisson Edward Fletcher Sylvia Robinson Melvin Glover Clifton Chase | Bag & Arnthor J. Jackson                              | 3:56                                                  |
| Tổng thời lượng:                                      | Tổng thời lượng:                                      | Tổng thời lượng:                                                                                   | Tổng thời lượng:                                      | 73:14                                                 |

Ghi chú
- ^a  nghĩa là đồng sản xuất
- ^b  Trong phiên bản sạch của album, "Warmth" và "Moist" không được đưa vào do có nội dung nhạy cảm và "Sexhibition" được đổi tên thành "Exhibition".[2]

Ghi chú nhạc mẫu
- "Strawberry Bounce" chứa một số yếu tố từ "Can I Get A..." của Jay-Z hợp tác với Amil và Ja Rule.
- "All Nite (Don't Stop)" chứa một số yếu tố từ "Hang Up Your Hang Ups" của Herbie Hancock.
- "R&B Junkie" chứa một số yếu tố từ "I'm in Love" của Evelyn King.
- "I Want You" chứa một số yếu tố từ "Close to You" của B.T. Express.
- "Put Your Hands On" chứa một số yếu tố lặp lại từ "The Message" sáng tác bởi Edward Fletcher, Sylvia Robinson, Melvin Glover và Clifton Chase.

## Xếp hạng
| Bảng xếp hạng (2004)                     | Vị trí cao nhất |
| ---------------------------------------- | --------------- |
| Album Úc (ARIA)                          | 18              |
| Album Áo (Ö3 Austria)                    | 49              |
| Album Bỉ (Ultratop Vlaanderen)           | 33              |
| Album Bỉ (Ultratop Wallonie)             | 40              |
| Album Canada (Billboard)                 | 7               |
| Album Canada R&B (Nielsen SoundScan)     | 2               |
| Album Đan Mạch (Hitlisten)               | 34              |
| Album Châu Âu (Billboard)                | 20              |
| Album Hà Lan (Album Top 100)             | 23              |
| Album Pháp (SNEP)                        | 35              |
| Album Đức (Offizielle Top 100)           | 21              |
| Album Ireland (IRMA)                     | 72              |
| Album Ý (FIMI)                           | 37              |
| Album Nhật Bản (Oricon)                  | 10              |
| Album New Zealand (RMNZ)                 | 50              |
| Album Scotland (OCC)                     | 42              |
| Album Thụy Điển (Sverigetopplistan)      | 43              |
| Album Thụy Sĩ (Schweizer Hitparade)      | 34              |
| Album Anh Quốc (OCC)                     | 32              |
| Album Anh Quốc R&B (OCC)                 | 13              |
| Album Hoa Kỳ Billboard 200               | 2               |
| Album Hoa Kỳ Top R&B/Hip-Hop (Billboard) | 2               |

| Bảng xếp hạng (2004)  | Vị trí cao nhất |
| --------------------- | --------------- |
| Album Hàn Quốc (RIAK) | 7               |

| Bảng xếp hạng (2004)                      | Vị trí |
| ----------------------------------------- | ------ |
| Hoa Kỳ Billboard 200                      | 73     |
| Hoa Kỳ Top R&B/Hip-Hop Albums (Billboard) | 20     |

## Chứng nhận
| Quốc gia                                  | Chứng nhận | Số đơn vị/doanh số chứng nhận |
| ----------------------------------------- | ---------- | ----------------------------- |
| Canada (Music Canada)                     | Bạch kim   | 100.000^                      |
| Nhật Bản (RIAJ)                           | Vàng       | 100.000^                      |
| Singapore (RIAS)                          | Vàng       | 5,000                         |
| Anh Quốc (BPI)                            | Bạc        | 60.000^                       |
| Hoa Kỳ (RIAA)                             | Bạch kim   | 1,002,000                     |
| Tổng hợp                                  |            |                               |
| Toàn cầu                                  | —          | 3,000,000                     |
| ^ Chứng nhận dựa theo doanh số nhập hàng. |            |                               |

## Lịch sử phát hành
| Khu vực        | Ngày             | Phiên bản       | Định dạng         | Hãng đĩa            | Ct.                  |
| -------------- | ---------------- | --------------- | ----------------- | ------------------- | -------------------- |
| Nhật Bản       | 22 tháng 3, 2004 | Tiêu chuẩn sạch | CD tải nhạc số LP | EMI Music Japan     | [ 36 ] [ 37 ]        |
| Áo             | 29 tháng 3, 2004 | Tiêu chuẩn sạch | CD tải nhạc số LP | EMI Music Austria   | [ 38 ]               |
| Đức            | 29 tháng 3, 2004 | Tiêu chuẩn sạch | CD tải nhạc số LP | EMI Music Germany   | [ 39 ]               |
| Vương quốc Anh | 29 tháng 3, 2004 | Tiêu chuẩn sạch | CD tải nhạc số LP | Virgin              | [ 40 ] [ 41 ]        |
| Úc             | 29 tháng 3, 2004 | Tiêu chuẩn sạch | CD tải nhạc số LP | EMI Music Australia | [ 42 ]               |
| Hoa Kỳ         | 30 tháng 3, 2004 | Tiêu chuẩn sạch | CD tải nhạc số LP | Virgin              | [ 43 ] [ 44 ] [ 45 ] |